# 中兽医学
中兽医学，又称中国传统兽医学，是研究中国传统兽医的理、法、方、药及针灸技术的一门科学，以防治家畜疾病为主要内容。

## 中華民國
- 中國醫藥大學中醫碩士班-中獸醫組 （页面存档备份，存于）

## 外部連結
- 世界中獸醫協會 （页面存档备份，存于）